# Degussa Bank
Degussa Bank è una banca universale tedesca con sede a Francoforte, e più di 250 filiali in Germania, principalmente in sedi aziendali, parchi industriali, commerciali e tecnologici.
Nel settembre 2022 è stata acquisita da Oldenburgische Landesbank

## Storia
La banca fu fondata nel 1873 col nome di Degussa, abbreviazione di Deutsche Gold- und Silber-Scheide-Anstalt e la licenza di svolgere "attività bancarie relative al commercio e alla coniazione di monete e di metalli preziosi non montati".
Nel 1936 fu riconosciuta come una banca di cambio estera e nel '47 come banca commerciale estera. Nel '79, assunse la forma societaria di una GmbH, controllata da Degussa Bank AG.
Dal 2002 al 2006, l'istituto fu temporaneamente controllato dal gruppo olandese ING, in quanto sussidiaria di ING-DiBa AG.
Nel 2014, la banca mutò nuovamente la sua forma giuridica da società a responsabilità limitata a quella di società per azioni.
Al 2018, le azioni dell'istituto di credito risultavano quotate alle borse di Francoforte, Berlino, Monaco e Stoccarda. Il 25% del pacchetto azionario della casa madre era detenuto da ERSTE NEUE Christian Olearius Beteiligungsgesellschaft mbH e da Degussa Poolgesellschaft mbH & Co. KG, due società con sede ad Amburgo.
Degussa Bank aderisce al Fondo di garanzia dei depositanti, istituito presso la Bundesverband deutscher Banken, associazione privata federale delle banche tedesche.

## Attività
Nel segmento di mercato retail, la banca è focalizzata nella fornitura di servizi ai dipendenti delle società partner nelle rispettive sedi aziendali. Nel segmento business, Degussa Bank offre servizi finanziari quali carte di credito aziendali e supporto alla partecipazione azionaria dei dipendenti.